# Semicassis royana
Semicassis royana is een slakkensoort uit de familie van de Cassidae. De wetenschappelijke naam van de soort is voor het eerst geldig gepubliceerd in 1914 door Tom Iredale.